# Horujivka, Nedrîhailiv
Horujivka (în ucraineană Хоружівка) este localitatea de reședință a comunei Horujivka din raionul Nedrîhailiv, regiunea Sumî, Ucraina.

## Demografie
Componența lingvistică a localității Horujivka
     Ucraineană (98,52%)
     Rusă (1,48%)
Conform recensământului din 2001, majoritatea populației localității Horujivka era vorbitoare de ucraineană (98,52%), existând în minoritate și vorbitori de rusă (1,48%).